# Karl Anton Philipp Braun
Karl Anton Philipp Braun (auch Carl Anton Philipp Braun, * 26. Dezember 1788 in Ludwigslust; † 11. Juni 1835 in Rommehed) war ein deutscher Oboist und Komponist. Karl Anton Philipp Braun war der Sohn des Oboisten Johann Friedrich Brauns.
Karl Anton Philipp Braun verdankte wie sein jüngerer Bruder Wilhelm Braun sein virtuoses Oboenspiel seinem Vater. Er wurde 1807 Mitglied der Kopenhagener und 1815 der Stockholmer Hofkapelle. Er schrieb Schauspielmusiken, Oboenkonzerte, Symphonien, Kammermusik und Lieder.